# サラ・ラム
サラ・ラム（Sarah Lamb、1980年10月17日 - ）は、アメリカ合衆国出身のバレエダンサーで、現在はイギリスのロイヤル・バレエ団でプリンシパルを務めている。

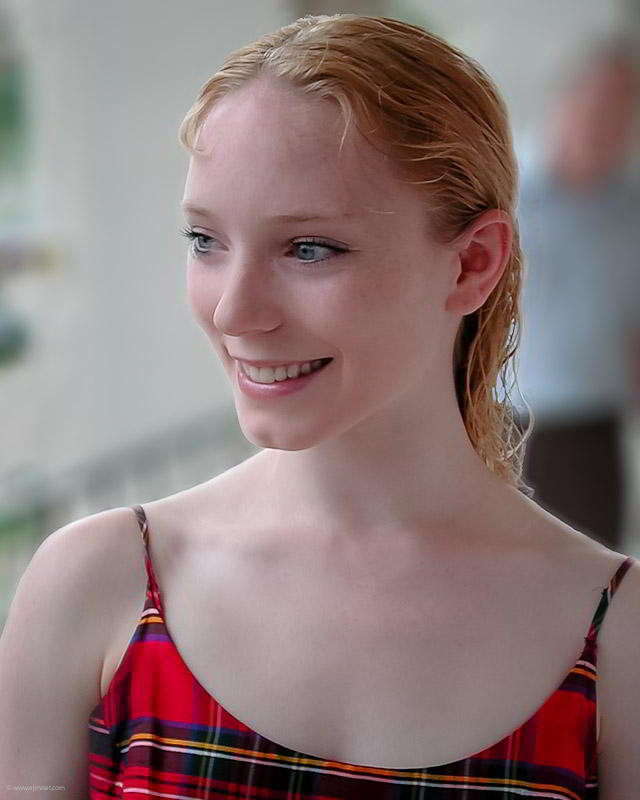
2002年ジャクソン国際バレエコンクールで銀賞を受賞した際の記者会見での様子

## 幼少期
マサチューセッツ州ボストンで父ジョン・母キャスリーンの間に3人姉妹の次女として生まれる。父ジョンは、その父（サラにとっては父方祖父）の没後の1950年にアメリカに移住してきたイギリス人である。
サラはまずタップダンスを始め、4歳・6歳でモダンダンスに取り組んだ。続いてボストン・バレエ・スクールでバレエを学び、ボストン・バレエ第100回記念公演にあたって『くるみ割り人形』のクララ役に抜擢された。13歳でボストン・バレエ・スクールのタチアナ・レガートに師事し、4年間指導を受けた後にボストン・バレエのセカンド・カンパニーに入団したが、さらに1年間指導を受けた。
1998年には芸術分野で大統領奨学金プログラムの対象に選ばれて、当時の米国大統領ビル・クリントンから金メダルを授与された。また、レガートの指導により、1999年に名古屋で開催された国際バレエコンクール、2000年の第6回ニューヨーク国際バレエコンクール、2002年のアメリカ国際バレエコンクールでそれぞれ銀賞を獲得した。

## キャリアとレパートリー
1999年にコール・ド・バレエとしてボストン・バレエに入団した後、2001年にソリスト、2003年にプリンシパルに昇進した。2004年8月にファースト・ソリストとしてロイヤル・バレエ団に移籍し、2006年にプリンシパルに昇進した。
レパートリーには、『ラ・シルフィード』のシルフィード役、『うたかたの恋』のマリー・ラリッシュ役、『オネーギン』のタチアナ役・オルガ役、『パゴダの王子』のローズ姫役、『マノン』のマノン役などがある。

### ボストン・バレエ時代[7][8]
- オデット/オディール：『白鳥の湖』
- ジュリエット：『ロメオとジュリエット』（ルディ・ヴァン・ダンツィヒ版）
- リーズ：『ラ・フィユ・マル・ガルデ』
- ガムザッティ：『ラ・バヤデール』
- オルガ：『オネーギン』
- ミルタ、村娘のパ・ド・ドゥ：『ジゼル』
- ドライアドの女王、街の踊り子：『ドン・キホーテ』
- 金平糖の精、露のしずくの精[訳注 1]、雪の女王：『くるみ割り人形』
- オーロラ姫、フロリナ姫：『眠れる森の美女』

## 私生活
サラの祖母ヘレン（「ヘルキャット」の愛称で知られる）は、キャンプ・ジャバウォッキーという障害児向けサマーキャンプの創設者である。両親もヘレンの引退後にその後を継いでキャンプの運営に携わり、サラとその姉妹（ケイトリン、ドリアン）もキャンプでカウンセラーとして活動していた。2009年夏には、3人のキャンプ参加者とバレエ公演を行っている。
サラは2005年にカリフォルニア生まれの同僚パトリック・ソーンベリーと結婚し、ロンドンで生活している。ソーンベリーはヨガ教室を開いている。